# Carlos Rodón
Carlos Antonio Rodón (Miami, Florida, 10 de diciembre de 1992), más conocido como Carlos Rodón, es un jugador profesional estadounidense de béisbol que se desempeña en la posición de lanzador en New York Yankees, equipo de las Grandes Ligas de Béisbol (MLB).

## Carrera
Rodón hizo su debut en la MLB con el equipo Chicago White Sox, en el cual jugó siete temporadas (2015-2021), después pasó a San Francisco Giants (2022), posteriormente a New York Yankees, donde lleva jugando dos temporadas.